# Bagration
Bagration (gruz. ბაგრატიონი, Bagration) je dinastija nekadašnjih vladara Gruzije, poznata po najdužoj vladavini u povijesti Kavkaza i Europe. Podrijetlo Bagrationa, poznatih i po svom heleniziranom imenu Bagratidi je predmet dugotrajnog spora među povjesničarima i genealozima, odnosno pretpostavka da predstavljaju jedinu suvremenu obitelj koja može vući svoje podrijetlo od antičkih osoba.
U svakom slučaju, Bagrationi se prvi put javljaju početkom 9. stoljeća kao "predsjedajući" kneževi u današnjoj jugozapadnoj Gruziji, a godine 888. su se prvi put nazivali gruzijskim kraljevima. Njihova vladavina je u razdoblju od 11. do 13. stoljeća stekla reputaciju "zlatnog doba" gruzijske povijesti, zbog niza vojnih i kulturnih dostignuća.
Od 15. stoljeća vlast Bagrationa slabi zbog feudalne fragmentacije, da bi konačno bila svrgnuta 1810. prilikom aneksije Ruskom Carstvu. Ruski carski režim je Bagrationima priznao status plemića. Nakon Ruske revolucije i građanskog rata, dio Bagrationa emigrirao je na Zapad, a dio je ostao živjeti pod novim sovjetskim režimom kao obični građani. Poslije pada SSSR-a nekoliko suparničkih strana je svoje članove istaklo kao legitimne pretendente za gruzijsko prijestolje.

## Vanjske poveznice
- Službena stranica
- Genealogy.eu - Genealogical account of the Bagratids per Bichikashvili-Ninidze-Peikrishvili